# Шлаку
Шлаку је област на сјеверу Албаније, источно од Скадра и назив за истоимено племе и село. Племе је католичко. 
Иван Јастребов о овом предјелу пише да се у стара времена звао Масреково (тј. зарјечје, међурјечје), а у његово вријеме се звало Пострипа, што такође значи зарјечје. Вјероватно је тај назив старији од свих; то је Римски назив. Масрека је већ српско-арнаутски, а Шлака су га почели називати по цркви Св. Јакова (Шлак). Код Фарлатија, Illyricum sacrum, т. VII, стр. 85. , помиње се Masarechius префект Зете из 1417. године. Очигледмо да се тако звао по предјелу Масареки. Он се добровољно потчинио српском деспоту Стефану? (Massarecus sclacu) Масарека, Шлака (Шпори, Мескала и Густа су вјероватно махале) према декрету првог сабора потпалепод управу Сопотске бискупије, стр. 62. Хекар је писао о многим старим црквама и смјештао их у вријеме српског царства. По њему, у цркви у селу Шлаку (Scelacu) виде се трагови грубог ромејског живописа. Јастребов наводи да поменути живопис није нашао.
У селу Шпори недалеко од Масреке су житељи прослављали Светог Николу по јулијанском календару.  Мазрек се налази тамо гдје и Шлак, само што је Мазрек много нижи од Шлака. 
Вау-и-Шлакнут је био пријелаз на Дриму код села Шлаку, које је на десној обали, на јужним падинама планине Цукли. Помиње га Иван Јастребов.